# Karolina Łozowska
Karolina Łozowska (* 28. Mai 1999) ist eine polnische Leichtathletin, die sich auf den Sprint spezialisiert hat.

## Sportliche Laufbahn
Erste Erfahrungen auf Wettkämpfen, internationaler Ebene, sammelte Karolina Łozowska beim Europäischen Olympischen Jugendfestival 2015 in Tiflis, bei dem sie über 200 Meter mit 26,02 s in den Vorläufen ausschied. Ein Jahr später gewann sie bei den erstmals ausgetragenen U18-Europameisterschaften in Tiflis in 54,56 s die Silbermedaille über 400 Meter und in 2:08,57 min auch mit der polnischen Sprintstaffel (1000 Meter). Nur wenige Tage darauf erreichte sie bei den U20-Weltmeisterschaften in Bydgoszcz in 3:36,95 min Rang sechs mit der 4-mal-400-Meter-Staffel. 2017 nahm Łozowska an den U20-Europameisterschaften in Grosseto teil und belegte dort in 54,52 s den achten Platz über 400 Meter und belegte mit der Staffel in 3:34,48 min Platz vier. Bei den Leichtathletik-U20-Weltmeisterschaften 2018 in Tampere kam sie in der Staffel im Vorlauf zum Einsatz, erreichte in 3:38,23 min aber nicht das Finale. Im Jahr darauf siegte sie dann bei den U23-Europameisterschaften in Gävle mit der Staffel in 3:32,56 min. Bei den World Athletics Relays 2021 im heimischen Chorzów wurde sie mit der polnischen 4-mal-400-Meter-Staffel in 3:28,81 min Zweite hinter dem Team aus Kuba und in der Mixed-Staffel schied sie mit 3:17,92 min im Vorlauf aus. Im Juli gewann sie dann bei den U23-Europameisterschaften in Tallinn in 3:30,38 min die Bronzemedaille hinter den Teams aus Tschechien und Frankreich. 2023 belegte sie bei den World University Games in Chengdu in 53,18 s den siebten Platz über 400 Meter und siegte mit der Staffel in 3:32,81 min.
In den Jahren 2019 und 2023 wurde Łozowska polnische Meisterin in der 4-mal-400-Meter-Staffel im Freien sowie Hallenmeisterin in der 4-mal-200-Meter-Staffel.

## Persönliche Bestleistungen
- 200 Meter: 24,22 s (+0,4 m/s), 6. Juni 2021 in Tarnów
- 400 Meter: 53,18 s, 3. August 2023 in Chengdu
  - 400 Meter (Halle): 54,34 s, 9. Februar 2020 in Spała